# Noisebridge
Noisebridge est un hackerspace anarchiste et pédagogique implanté à San Francisco, inspiré par des hackerspaces d'Europe comme le Metalab à Vienne (Autriche) et le C-base à Berlin. Il a reçu de multiples prix,. Il est enregistré comme une association sans but lucratif (IRS 501(c)(3) charitable status). D'après la page Vision du site web Noisebridge, « Noisbridge est un espace pour partager, créer, collaborer, pour la recherche, le développement, le mentorat, et bien sûr, pour apprendre. Noisebridge est également plus qu'un espace physique, c'est une communauté dont les racines s'étendant à travers le monde. »,. Il a été mis en place et a commencé à se réunir en 2007 et possède des locaux permanents depuis 2008.

## Participation
Noisebridge encourage la participation de tous ceux qui se sentent prêts à contribuer, et les non-membres sont les bienvenus dans l'espace à tout moment. Tous les workshops et activités sont gratuits, avec quelques exceptions vis-à-vis des coûts matériels, et tous sont ouverts au public.

## Recherche
Des membres de Noisebridge ont pris part à des projets majeurs qui ont été récompensés par des prix. Cela inclut la victoire du "best paper awards"[réf. nécessaire] de la part des meilleures conférences universitaires comme la Usenix Security Conference et CRYPTO,
Noisebridge fait fonctionner un laboratoire lights-out d'informatique dans le nuage  lights-out de plus de 100 cœurs de processeurs et fournit des ressources à plusieurs projets open source, parmi lesquels la ferme de compilation de GCC.

## Contributions

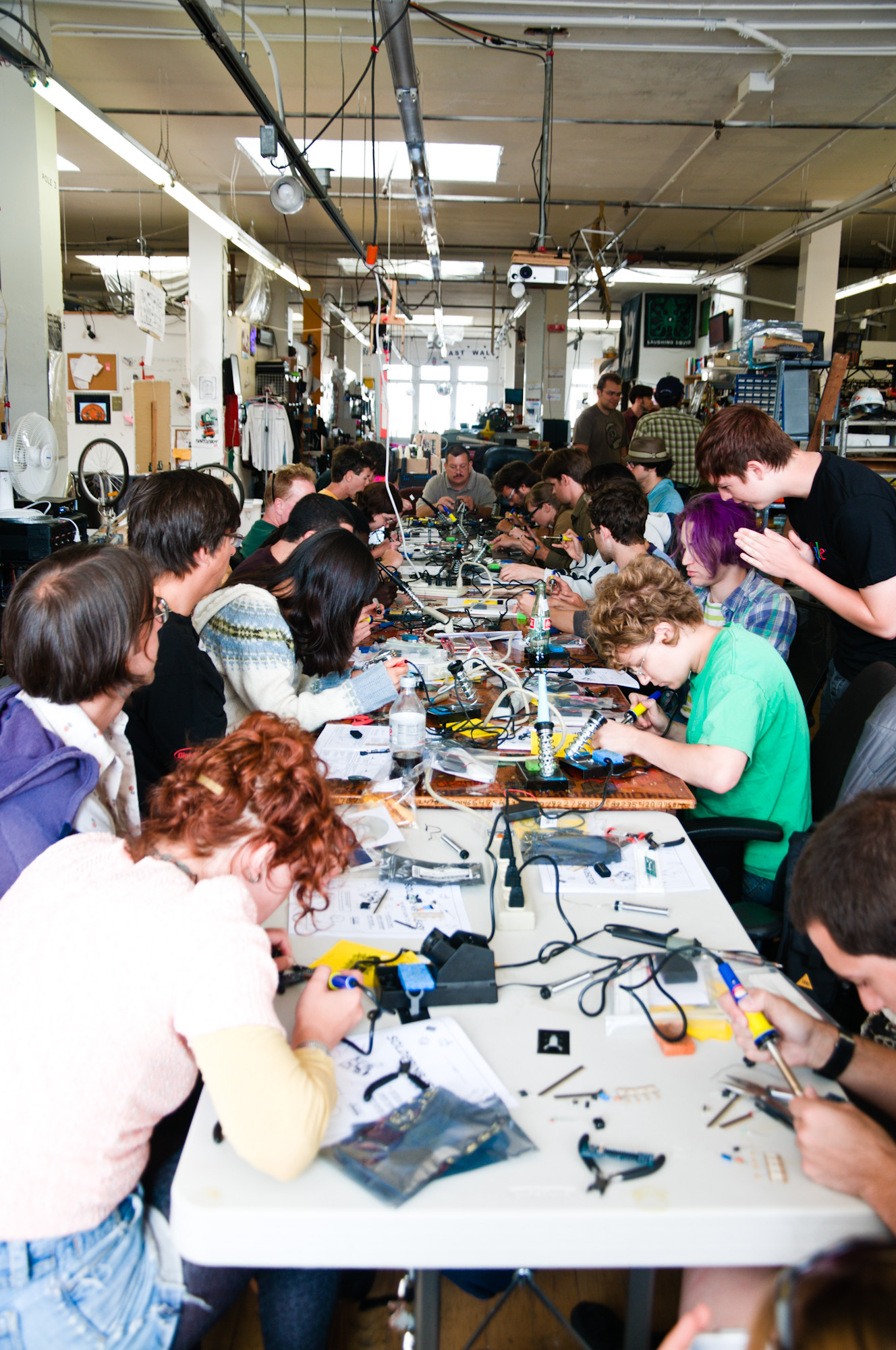
Workshop Arduinos pour débutants, juillet 2011

Des membres de Noisebridge font régulièrement des présentations à des évènements dans le monde, comme Defcon, Blackhat, The Chaos Computer Club's Chaos Communications Congress, CCC Camps, HOPE, et autres, exposent à des évènements locaux comme Maker Faire, et contribuent à la fondation de hacklabs à d'autres endroits. Il est connu pour son évènement Five Minutes Of Fame ainsi que pour héberger le Dorkbot de San Francisco.

## Passerelle vers l'espace

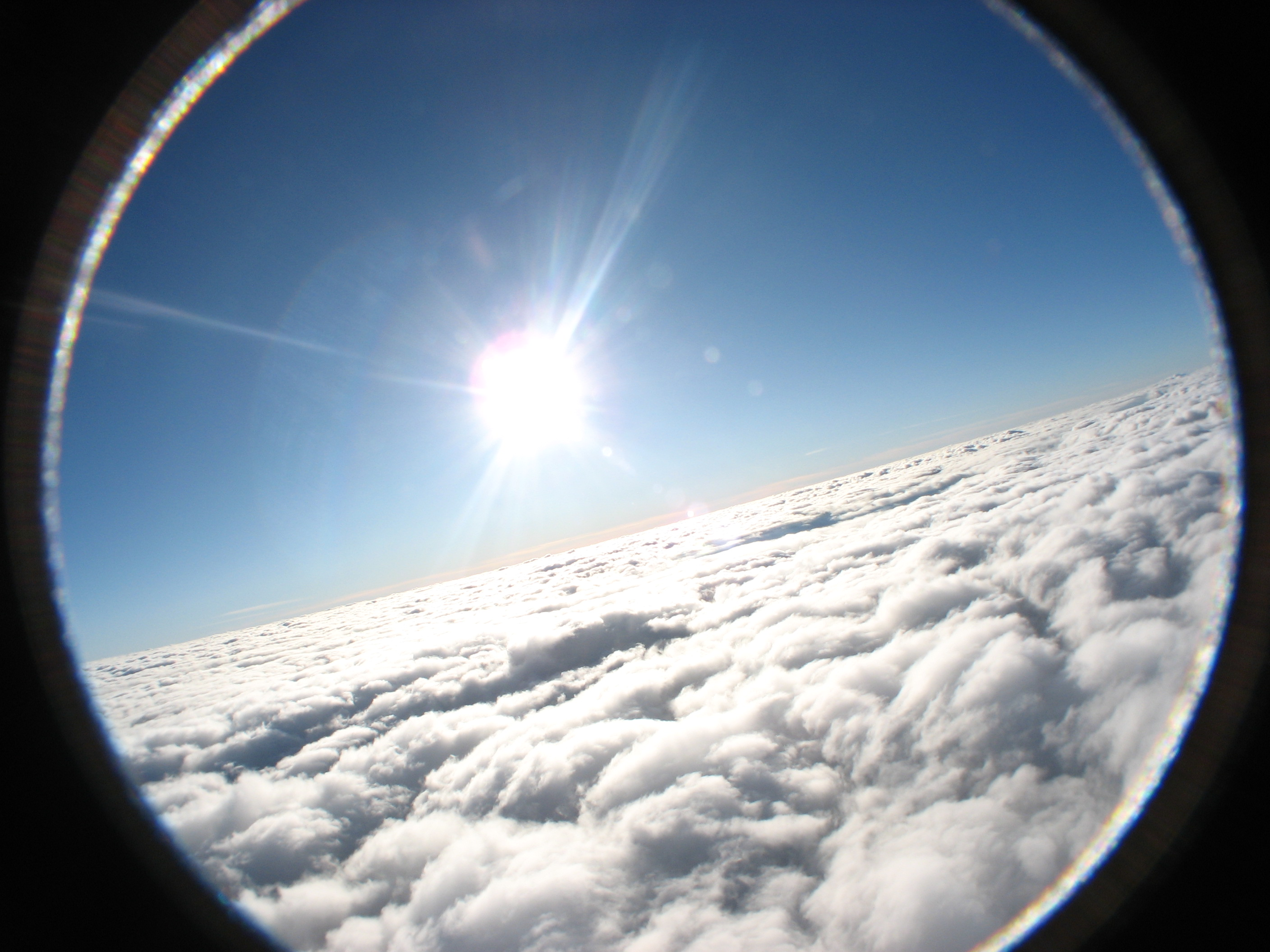
Au sommet des nuages, le 07 février 2010.

Noisebridge a un programme d'exploration de la haute atmosphère, qui a lancé des sondes météo pour explorer des altitude de presque 70,000 pieds, embarquant une multitude de smarphones et d'appareils photos numériques pour la captation d'images et l'évaluation de l'altitude en utilisant un système GPS,,,. Les altitudes atteintes ont dépassé les limites de fonctionnement des appareils GPS « grand public ».

## Couverture médiatique
Noisebridge a gagné le Best of the Bay award 2010 du SF Bay Guardian 2010 en tant que « Best Open Source Playground » (meilleur espace de jeu open source) ; la critique a conclu « the vibe is welcoming and smart. » (l'émotion est accueillante et astucieuse).
En 2011 le SF Weekly a récompensé Noisebridge en tant que Best of San Francisco pour son « Best Hacker Playground » (meilleur espace de jeu hacker), le décrivant comme "the ultimate in DIY ethic" (le meilleur dans l'éthique Faites-le-vous-même) et notant son  "distinctive sense of humor." 
(sens de l'humour particulier). Noisebridge a été présenté par des médias internationaux concernant une myriade de projets auxquels il prenait part, à NPR, la BBC, Wired, The Guardian, CNET, Le Monde, qui on couvert des séances de biohacking à Noisebridge, Heise Online, ORF, Irish Times, Die Welt Online, Die Zeit Online, Der Standard, et d'autres.
La politique de Noisebridge est l'accès ouvert à tous ; en conséquence, des sans domicile fixe peuvent s'y rendre pour réaliser des choses pour gagner de l'argent.

## Espace physique
Sur la majeure partie des années 2007 et 2008, Noisebridge était un groupe de personnes qui se rencontraient dans de nouveaux lieux chaque semaine. En octobre 2008 le groupe Noisebridge a commencé à louer un espace commercial dans le Mission District de San Francisco, mais a rapidement été à l'étroit. En septembre 2009, Noisebridge a déménagé dans un espace bien plus grand à quelques blocs au sud de Mission Street. L'espace actuel a un atelier de travail du métal, un laboratoire d'optique, une darkroom, une cuisine, deux salles de cours, des paillasses électroniques et des fauteuils pour le travail sur ordinateur et la socialisation.